# Sirāthū
Sirāthū är en ort i Indien.   Den ligger i distriktet Kaushambi District och delstaten Uttar Pradesh, i den centrala delen av landet, 500 km sydost om huvudstaden New Delhi. Sirāthū ligger 112 meter över havet och antalet invånare är 13 598.
Terrängen runt Sirāthū är mycket platt. Runt Sirāthū är det tätbefolkat, med 762 invånare per kvadratkilometer. Närmaste större samhälle är Dārānagar, 5,3 km nordost om Sirāthū. Trakten runt Sirāthū består till största delen av jordbruksmark.